# Vimanone
Vimanone è una frazione del comune di Cura Carpignano posta a sud del centro abitato, verso Valle Salimbene.

## Storia
Vimanone (CC M051) era noto nel XII secolo come Vigomanono e nel XV come Vimanono; apparteneva alla Campagna Sottana; nel XVIII secolo non era più infeudato. Nello stesso secolo vengono aggregati a Vimanone i comuni di Torre Bianca, Cascina Pescarone e Pescaronino. Nel 1871 il comune venne soppresso e unito a Cura Carpignano.

## Società

### Evoluzione demografica
- 120 nel 1751
- 310 nel 1805
- 348 nel 1861[2]